# Kerttu Niskanen
Pour les articles homonymes, voir Niskanen.
Kerttu Elina Niskanen, née le 13 juin 1988 à Oulu, est une fondeuse finlandaise. Elle est triple médaillée d'argent olympique, d'abord lors des Jeux olympiques de 2014 de Sotchi, sur le sprint par équipes et le relais puis que les Jeux olympiques d'hiver de 2022 sur le 10 km individuel. Elle remporte deux courses de distance dans   la Coupe du monde en 2014 et 2019.

## Biographie
Membre du club Vieremän Koitto, elle court sa première compétition FIS en fin d'année 2005 et dans la Coupe de Scandinavie l'hiver suivant. Elle obtient sa première sélection en équipe nationale en 2007 pour les Championnats du monde junior, prenant la médaille de bronze au relais. Lors de l'édition 2008, elle obtient le même résultat et se classe en plus quatrième du cinq kilomètres classique. En décembre 2007, elle est appelée pour sa première course de Coupe du monde à Kuusamo. En 2009, après avoir gagné une médaille de bronze au sprint des Championnats du monde des moins de 23 ans, elle marque ses premiers points en Coupe du monde à Trondheim, sur le sprint (14e), puis le trente kilomètres (12e). En 2010, à Hinterzarten, elle remporte le titre de championne du monde des moins de 23 ans sur le dix kilomètres classique et deux courses de la Coupe de Scandinavie. Un an plus tard, c'est dans la discipline du sprint qu'elle s'impose dans ces championnats. Peu après, elle honore sa première sélection pour des championnats du monde, à Oslo, s'y classant huitième du dix kilomètres classique, son meilleur résultat jusque là dans l'élite.  
C'est lors de la saison 2012-2013 que Niskanen monte sur ses premiers podiums : à La Clusaz en relais et aux Finales de Falun, où elle est troisième du sprint classique.
Elle s'illustre sur le Tour de ski 2013-2014, s'imposant sur le dix kilomètres classique avec départ en masse devant trois Norvégiennes, aidée par sa technique en double poussée. Elle est finalement cinquième de cette course par étapes.
Lors des Jeux olympiques d'hiver de 2014, Kerttu Niskanen obtient sa première médaille olympique (en argent) lors du relais 4 × 10 km. Le 19 février, elle ajoute une seconde médaille d'argent à son palmarès en terminant deuxième avec sa coéquipière Aino-Kaisa Saarinen du sprint par équipes. Le même jour, son frère Iivo est devenu champion olympique de l'épreuve masculine. Individuellement, son meilleur résultat y est quatrième du trente kilomètres libre. Un mois plus tard, elle monte pour la première fois sur un podium de Coupe du monde à Oslo dans un trente kilomètres classique dont elle finit troisième, avant d'enchaîner avec une quatrième place sur les Finales, soit son meilleur résultat en course par étapes. Kerttu Niskanen occupe alors la cinquième place au classement général de la Coupe du monde. Elle revient sur le podium dès le mois de décembre à Davos, sur le dix kilomètres classique.
Aux Championnats du monde 2015 et 2017, elle décroche la médaille de bronze sur le relais. En individuel, elle collectionne les places d'honneur, se classant au mieux quatrième à deux reprises en 2015 sur le skiathlon et le trente kilomètres. Après les Mondiaux 2017, elle monte sur la troisième marche du podium au classique trente kilomètres de Holmenkollen, pour son troisième top trois en Coupe du monde.
Aux Jeux olympiques d'hiver de 2018, à Pyeongchang, elle est sixième du trente kilomètres classique et quatrième du relais notamment.
En février 2019, elle est victorieuse du quinze kilomètres classique de Cogne, trois secondes devant Nadine Fähndrich, après un début de saison difficile.

## Palmarès

### Jeux olympiques d'hiver
| Épreuve / Édition   | Sprint                           | Sprint                           | 10 km                            | 10 km                              | Skiathlon 2 × 7,5 km | 30 km                               | Relais                             | Relais                             |
| Épreuve / Édition   | libre                            | classique                        | libre                            | classique                          | Skiathlon 2 × 7,5 km | 30 km                               | Sprint                             | 4 × 5 km                           |
| JO 2014 Sotchi      | —                                | Épreuve inexistante à cette date | Épreuve inexistante à cette date | 8e                                 | 7e                   | 4e                                  | Médaille d'argent, Jeux olympiques | Médaille d'argent, Jeux olympiques |
| JO 2018 Pyeongchang | Épreuve inexistante à cette date | 23e                              | —                                | Épreuve inexistante à cette date   | 16e                  | 6e                                  | —                                  | 4e                                 |
| JO 2022 Pékin       | —                                | Épreuve inexistante à cette date | Épreuve inexistante à cette date | Médaille d'argent, Jeux olympiques | 4e                   | Médaille de bronze, Jeux olympiques | 4e                                 | 4e                                 |

Légende :
- : deuxième place, médaille d'argent
- : pas d'épreuve
- — : Non disputée par Niskanen

### Championnats du monde
| Épreuve / Édition           | Sprint                           | Sprint                           | 10 km                            | 10 km                            | Poursuite / Skiathlon 2 × 7,5 km | 30 km | Relais | Relais                    |
| Épreuve / Édition           | libre                            | classique                        | libre                            | classique                        | Poursuite / Skiathlon 2 × 7,5 km | 30 km | Sprint | 4 × 5 km                  |
| Mondiaux 2011 Oslo          | —                                | Épreuve inexistante à cette date | Épreuve inexistante à cette date | 8e                               | —                                | —     | —      | —                         |
| Mondiaux 2013 Val di Fiemme | Épreuve inexistante à cette date | 9e                               | —                                | Épreuve inexistante à cette date | 12e                              | 7e    | —      | 5e                        |
| Mondiaux 2015 Falun         | Épreuve inexistante à cette date | 7e                               | 8e                               | Épreuve inexistante à cette date | 4e                               | 4e    | —      | Médaille de bronze, monde |
| Mondiaux 2017 Lahti         | —                                | Épreuve inexistante à cette date | Épreuve inexistante à cette date | 6e                               | —                                | DNF   | 5e     | Médaille de bronze, monde |
| Mondiaux 2019 Seefeld       | —                                | Épreuve inexistante à cette date | Épreuve inexistante à cette date | 22e                              | —                                | -     | -      | -                         |

Légende :
- : troisième place, médaille de bronze
- : pas d'épreuve
- — : Non disputée par Niskanen
- DNF : abandon

### Coupe du monde
- Meilleur classement au général : 3e en 2023 et 2025.
- 1 petit globe de cristal : vainqueur du classement distance en 2023.
- 2e du Tour de Ski 2022-2023
- 23 podiums : 
  - 15 podiums en épreuve individuelle : 4 victoires, 4 deuxièmes places et 7 troisièmes places.
  - 7 podiums en épreuve par équipes : 1 victoire, 4 deuxièmes places et 2 troisièmes places.
  - 1 podium en épreuve par équipes mixte : 1 deuxième place.

#### Courses à étapes
13 podiums, dont 4 victoires d'étapes.
- Nordic Opening : 1 podium d'étape.
- Tour de ski : 10 podiums d'étape, dont 4 victoires.
- Finales : 2 podiums d'étape.

#### Détail des victoires individuelles
| Épreuve / Édition | Sprint | Sprint    | 10 km | 10 km             | Skiathlon 2 × 7,5 km | 30 km | 30 km     | Tour de ski ou Finales ou Nordic Opening |
| Épreuve / Édition | Libre  | Classique | Libre | Classique         | Skiathlon 2 × 7,5 km | Libre | Classique | Tour de ski ou Finales ou Nordic Opening |
| 2018-19           |        |           |       | Cogne             |                      |       |           |                                          |
| 2022-23           |        |           |       | Beitostølen Falun |                      |       |           |                                          |
| 2023-24           |        |           |       | Falun             |                      |       |           |                                          |

##### Victoires d'étapes
| Date             | Lieu        | pays   | Compétition | Discipline  |
| ---------------- | ----------- | ------ | ----------- | ----------- |
| 1 janvier 2014   | Lenzerheide | Suisse | Tour de Ski | 10 km TC MS |
| 29 décembre 2021 | Lenzerheide | Suisse | Tour de Ski | 10 km TC    |
| 31 décembre 2023 | Dobbiaco    | Italie | Tour de Ski | 10 km TC    |
| 4 janvier 2024   | Davos       | Suisse | Tour de Ski | 20 km TC HS |

Légende :

TC = classique

TL = libre

MS = départ en masse

HS = départ avec handicap

PU = poursuite

#### Classements détaillés
| Saison / Épreuve | Saison / Épreuve | Général | Général | Distance | Distance | Sprint | Sprint |         | Tour de ski depuis 2007          | Finales depuis 2008 Ski Tour Canada en 2016 | Nordic Opening depuis 2011 |
| Saison / Épreuve | Saison / Épreuve | Class.  | Points  | Class.   | Points   | Class. | Points |         | Tour de ski depuis 2007          | Finales depuis 2008 Ski Tour Canada en 2016 | Nordic Opening depuis 2011 |
| ---------------- | ---------------- | ------- | ------- | -------- | -------- | ------ | ------ | ------- | -------------------------------- | ------------------------------------------- | -------------------------- |
| 2009             | 2009             | 67e     | 40      | 45e      | 22       | 55e    | 18     | —       | Abandon                          | Épreuve inexistante à cette date            |                            |
| 2010             | 2010             | 72e     | 63      | 57e      | 34       | 58e    | 29     | —       | Abandon                          | Épreuve inexistante à cette date            |                            |
| 2011             | 2011             | 36e     | 173     | 30e      | 99       | 40e    | 50     | Abandon | 19e                              | —                                           |                            |
| 2012             | 2012             | 32e     | 254     | 27e      | 131      | 39e    | 51     | 16e     | —                                | 25e                                         |                            |
| 2013             | 2013             | 11e     | 648     | 12e      | 337      | 21e    | 121    | 17e     | 5e                               | 12e                                         |                            |
| 2014             | 2014             | 5e      | 883     | 3e       | 502      | 28e    | 85     | 5e      | 4e                               | 23e                                         |                            |
| 2015             | 2015             | 14e     | 406     | 12e      | 303      | 41e    | 45     | Abandon | Épreuve inexistante à cette date | 9e                                          |                            |
| 2016             | 2016             | 9e      | 1120    | 6e       | 638      | 32e    | 68     | 4e      | 7e                               | 5e                                          |                            |
| 2017             | 2017             | 8e      | 704     | 8e       | 417      | 37e    | 43     | 6e      | 11e                              | 12e                                         |                            |
| 2018             | 2018             | 10e     | 757     | 9e       | 481      | 42e    | 44     | 6e      | 11e                              | 19e                                         |                            |
| 2019             | 2019             | 42e     | 166     | 21e      | 163      | 79e    | 3      | —       | 34e                              | —                                           |                            |
| 2020             | 2020             | 15e     | 584     | 11e      | 411      | 43e    | 33     | 11e     | FIS Ski tour : abandon           | 12e                                         |                            |
| 2021             | 2021             | 28e     | 206     | 24e      | 137      | 65e    | 11     | Abandon | —                                | 9e                                          |                            |

### Championnats du monde junior
| Épreuve / Édition            | Sprint                           | Sprint    | 5 km  | 5 km                             | Poursuite 2 × 5 km | Relais             |
| Épreuve / Édition            | libre                            | classique | libre | classique                        | Poursuite 2 × 5 km | Relais             |
| Mondiaux 2007 Tarvisio       | Épreuve inexistante à cette date |           | 17e   | Épreuve inexistante à cette date | 18e                |                    |
| Mondiaux 2008 Malles Venosta | Épreuve inexistante à cette date |           | 4e    | Épreuve inexistante à cette date | 11e                | Médaille de bronze |

### Championnats du monde des moins de 23 ans
- Médaille d'or du dix kilomètres classique en 2010 à Hinterzarten.
- Médaille d'or du sprint classique en 2011 à Otepää.
- Médaille de bronze du sprint classique en 2009 à Praz de Lys-Sommand.
- Médaille de bronze du skiathlon en 2011.

### Coupe de Scandinavie
- 4e du classement général en 2010.
- 4 podiums, dont 2 victoires.

### Championnats de Finlande
- Gagnante du trente kilomètres libre en 2011 et 2013
- Gagnante du cinq kilomètres libre en 2014.
- Gagnante du vingt kilomètres classique en 2014.
- Gagnante du quinze kilomètres classique en 2015 et 2017.
- Gagnante de la poursuite (10 kilomètres libre) en 2016.